# أرباد غوغ
أرباد غوغ هو لاعب كرة قدم سلوفاكي في مركز الوسط، ولد في 13 أكتوبر 1972 في دونيسكا ستريدا في سلوفاكيا. لعب مع غيور تورنا أوزتالي ونادي داك 1904 دونيسكا ستريدا ونادي سلوفان براتيسلافا.

## وصلات خارجية
- أرباد غوغ على موقع قاعدة بيانات كرة القدم.إي يو (الإنجليزية)
- أرباد غوغ على موقع عالم كرة القدم.نت (الإنجليزية)